# Emil Väre
Emil Ernst Väre także Eemeli Väre (ur. 28 września 1885 w Kärkölä, zm. 31 stycznia 1974 tamże) – fiński zapaśnik. Dwukrotny medalista olimpijski.
Walczył w stylu klasycznym, w kategorii lekkiej (do 67.5 kilogramów). Brał udział w dwóch igrzyskach (IO 12, IO 20), na obu zdobywał złote medale. W 1912 złoto na nieoficjalnych mistrzostwach Europy, w 1911 był mistrzem świata.